# Natriumoxide
Natriumoxide (Na2O) is het oxide van natrium. De stof komt voor als een wit poeder. Natriumoxide wordt gebruikt in straatverlichting, omwille van het heldere licht, en in de glas- en keramiekindustrie.

## Synthese
Natriumoxide kan op een aantal manieren worden bereid:
- Door een reactie tussen natrium en zuurstofgas:

{\displaystyle {\ce {4Na + O2 -> 2Na2O}}}
- Door een verbranding van natrium, waarbij ook een hoeveelheid natriumperoxide wordt gevormd:

{\displaystyle {\ce {6Na + 2O2 -> 2Na2O + Na2O2}}}
- Door een reactie tussen vloeibare natrium en natriumnitraat:

{\displaystyle {\ce {10Na + 2NaNO3 -> 6Na2O + N2}}}

## Toxicologie en veiligheid
De oplossing in water is een sterke base, het reageert hevig met zuren en is corrosief. Bij contact met water wordt er natriumhydroxide gevormd. Natriumoxide vormt aan de lucht bij verhitting boven de 400°C  natriumperoxide. De stof tast een groot aantal metalen aan, in het bijzijn van water.
De stof is irriterend voor de ogen en de luchtwegen.